# ラポポートの法則
ラポポートの法則は、植物や動物の緯度範囲は一般的には高緯度よりも低緯度の方が小さいという生態地理学の法則。

## 背景
1989年にStevensが、哺乳類の亜種に関する現象の証拠を提供したEduardo H. Rapoportにちなんで命名した。Stevensは種の多様性の緯度勾配と法則が同じ例外的なデータを持っているため、同じ根本原因があるに違いないという考えで、熱帯地域の種の多様性をより広く説明する法則を用いた。熱帯地域でより狭い範囲はより多くの種が共存するのを促進する。その後、高度範囲はより高い高度で大きいと主張し(Stevens 1992)、高度勾配まで拡大し、海洋の深さ勾配まで拡大した(Stevens 1996)。この法則は激しい議論の的になっており、動植物の分布のパターンの探索に多くの刺激を与えた。Stevensの原著論文は科学文献で約330回引用されている。

## 普遍性
法則の普遍性の支持はまったくもって曖昧である。例えば、海の硬骨魚類は低緯度で最大の緯度範囲を持つ。対照的に淡水魚は北緯約40度の緯度を超えているだけだが、この傾向を示す。後に発表された論文の中には法則を支持するものを見つけたというものもあり、おそらくそれより多い例外が発見されている。法則に従うことで示されているほとんどのグループでは、約40-50度の緯度に制限されているか、少なくとも約40-50度の緯度以上ははっきりと区別されている。よって、Rohdeはこの法則は局所的な現象を記述していると結論づけた。Chowdhury生態系モデルを用いたコンピュータシミュレーションでは、この法則を支持するものは見つからなかった。

## 説明
1996年にRohdeはこの法則は狭い範囲の種を拭い去った氷河の影響により非常に高い緯度に制限されると説明した（Brown (1995)も同様）。ラポポートの法則の別の説明には「気候変動性」や「季節変動性仮説」がある。この仮説によると、季節変動は選び出す気候の許容誤差が大きく、したがって広い緯度範囲を選択する（Fernandez and Vrba  2005参照）。

## 法則を実証するために使われる手法
法則を実証するために使われた方法はいくらか論争の対象となっている。最も一般的には、著者が緯度に対して特定の5°緯度帯の緯度範囲平均をプロットするが、モーダルもしくは中央値の範囲を使う場合もある。Stevensの原著論文では各帯に存在するすべての種が数え上げられ、すなわち、10,11の帯において50°の範囲の種が発生する。しかし、これは高緯度で発生する種の緯度範囲の人為的な誇張につながる可能性がある。なぜなら、幅広い範囲に数種の熱帯種があっても高緯度地域に影響を与えるからであり、一方熱帯に広がる高緯度種による反対効果は無視できる。種の多様性は低緯度よりも高緯度の方がはるかに小さくなる。この問題を回避する別の方法として「中間点法」が提案されている。これは特定の緯度帯範囲の中間点を持つ種のみを数えるものである。フィールドサンプリングに基づいたデータに対してラポポートの法則を評価する上でのさらなる複雑さはサンプルの大きさほどのアーチファクトにより引き起こされる擬似パターンの可能性である。種が豊富もしくは欠乏している地域での等サンプリングの努力は、実際には地域間で地域の大きさが異なることはないときでも、欠乏している地域に比べて豊富な地域の方が範囲の大きさを過小評価する傾向がある。

## 法則に反して働く生物的・非生物的要因
海底の無脊椎動物といくつかの寄生虫は寒い海では分散能力が低いことが示されており（Thorsonの法則）、これはラポポートの法則に反するであろう。熱帯地域は高緯度の種よりはるかに広い緯度範囲（約45度）にわたりずっと均一な温度を有する。温度は地理的分布を決定する重要な要素の1つである（最も重要ではないにせよ）ため、熱帯地域での広い緯度範囲が予測される。

## 進化した時代
ラポポートの法則に関する一貫性のない結果は、種のある特性が異なる緯度範囲に関わっている可能性があることを示唆している。これらの特性としては例えば進化した時代がある。近年熱帯地方で進化した種は緯度範囲が狭い可能性があり、そのわけは古い種はその範囲を広げているのに対し、新しい種は遠くに広がる期間がないからである。